# Paya Peunaga
Paya Peunaga is een bestuurslaag in het regentschap Aceh Barat van de provincie Atjeh, Indonesië. Paya Peunaga telt 5122 inwoners (volkstelling 2010).